# 克里斯蒂安·霍納
克里斯蒂安·愛德華·約翰斯頓·霍納，CBE（1973年11月16日—），英國賽車運動高層主管和前賽車手。他在2005年至2025年擔任紅牛車隊的車隊領隊和執行長。在1999年擔任國際汽車聯盟F3000賽車及GP2的雅頓車隊主席之前，霍納曾是一位賽車手。

## 賽車生涯
霍納的賽車生涯起步於1990年的英國卡丁車錦標賽，而在1991年便獲得雷諾方程式獎學金，馬諾爾車隊（Manor Motorsport）贊助他參賽1992年英國雷諾方程式錦標賽，最終成為賽季中排名最高且取得分站冠軍的菜鳥車手。之後他於1993年升級至三級方程式參加B級英國三級方程式錦標賽，最終贏得5次分站冠軍，獲得亞軍。到了1994年霍納加入Fortec車隊，但是成績不盡理想，只取得第六名。接著於1996年加入TOM'S車隊。在1996年他同時也參賽英國二級方程式錦標賽。
1997年，霍納升級至F3000賽車，並且創立了雅頓車隊（Arden team），隊名的由來是因為他來自於英格蘭瓦立克郡的雅頓地區。他一直待在F3000賽車，直到科特·莫勒肯斯於1998年加入雅頓車隊後，霍納便從賽車生涯退休並且致力於發展雅頓車隊。

### 方程式3000各賽季成績
（圖例）粗體為桿位出賽，斜體為最快圈速
| 賽季   | 車隊                               | 1            | 2         | 3            | 4          | 5            | 6            | 7     | 8           | 9          | 10       | 11          | 12        | 排名 | 積分 |
| ------ | ---------------------------------- | ------------ | --------- | ------------ | ---------- | ------------ | ------------ | ----- | ----------- | ---------- | -------- | ----------- | --------- | ---- | ---- |
| 1997年 | 雅頓車隊 （Arden International）   | 銀石 16      | 波城 DNQ  | 赫爾辛基 DNQ | 紐伯林 DNQ | 派爾古薩 DNQ | 霍根海姆 DNQ | A1 16 | 斯帕 DNQ    | 穆杰羅 17  | 赫雷斯 6 |             |           | 第21 | 1    |
| 1998年 | 雅頓車隊 （Arden Racing）／KTR車隊 | 道奧舍爾 Ret | 伊莫拉 12 | 加泰 Ret     | 銀石 Ret   | 摩納哥 16    | 波城 DNQ     | A1 17 | 霍根海姆 18 | 匈牙利 Ret | 斯帕 DNQ | 派爾古薩 17 | 紐伯林 17 | 第33 | 0    |

## 車隊管理
霍納在25歲時，從競爭激烈的賽車界退休，並簽下維克托·馬斯洛夫與馬克·古森斯以參賽1999年國際汽車聯盟F3000賽季，但是賽季中卻是一分未得。接著簽下達倫·曼寧於2000及2001年賽季取代古森斯，他最終取得1次桿位和2次頒獎台。
雅頓車隊也在2000年參加義大利F3000系列賽，贏得3場比賽並且獲得系列賽冠軍。
2002年招募了新的車手陣容，由托馬斯·恩格和比約恩·維爾德海姆取代了古森斯與曼寧。恩格在季末取得冠軍頭銜，不過由於未通過藥物檢驗而降級至第3名，並將冠軍讓給塞巴斯蒂安·布爾代。但是雅頓車隊仍舊取得車隊冠軍。
2003年，維爾德海姆繼續留任，而恩格則由湯森·貝爾代替。維爾德海姆以35分之差贏過亞軍里卡多·斯佩拉菲科取得冠軍頭銜。雅頓車隊衛冕車隊冠軍。
2004年，雅頓車隊最重要的車手維塔托尼奧·柳齊稱霸了F3000的最後一個賽季；靠著羅伯特·當布斯的幫助以極大的差距保住了車手與車隊冠軍。此時，霍納將雅頓車隊設於位於班伯里的Prodrive基地。
2004年11月，奧地利能量飲料公司紅牛公司買下了捷豹車隊，之後便成為了紅牛車隊。霍納在2005年被徵招成為當時最年輕的車隊主席。2006年，他僅披著超人披風全身赤裸的跳進游泳池，以慶祝車隊在摩納哥大獎賽首次站上頒獎台。
車隊在2009年在車隊錦標賽中獲得亞軍，車手賽巴斯蒂安·維特爾與馬克·韋伯分別在獲得亞軍和第四名。2010年，車隊贏得了第一座車隊冠軍，而維特爾也在賽季的最後一站贏得了車手冠軍，成為最年輕世界冠軍車手。36歲的霍納是一級方程式最年輕的世界冠軍車隊主席。2011年，車隊在韓國大獎賽提前三站贏得了車隊第二座冠軍，而維特爾也成為世界最年輕的雙冠車手。2012年，車隊在美國大獎賽提前一站贏得了車隊第三座冠軍，而維特爾也成為世界最年輕的三冠車手。紅牛車隊在2013年贏得了車隊第四座冠軍，而維特爾則贏得了第四座車手冠軍。
2015年6月，霍纳和红牛宣布续约，他将继续担任红牛车队领队。
2021年，紅牛車隊與車手沙治奧·佩雷斯和馬克斯·維斯塔潘在車隊錦標賽中獲得亞軍。維斯塔潘在賽季的最後一站贏得了他的第一座車手冠軍。当年12月，霍纳与红牛再度续约，他将作为车队领队和首席执行官至少到2026年。2022年，車隊在美國大獎賽提前三站贏得了車隊冠軍，而維斯塔潘贏得了第二座車手冠軍。2023年，車隊在日本大獎賽提前六站贏得了車隊冠軍。維斯塔潘贏得了他的第三座車手冠軍，而佩雷斯獲得了亞軍。這是紅牛車隊首次在車手錦標賽中取得冠亞軍的成績。
2025年7月，由于红牛车队表现不佳，红牛宣布解除霍纳的车队领队一职，他在担任红牛车队领队20年后离开车队。他的位置由Racing Bulls车队领队劳伦特·梅基斯接替。

## 個人生活
霍納幼時就讀在利明頓的阿諾德寄宿學校（Arnold Lodge School）以及華威學校（Warwick School）。他有一位哥哥傑米（Jamie）及弟弟蓋伊（Guy），在他們兒時看的英國兒童節目西遊記（Monkey Magic），三兄弟則會當起節目中的角色，霍納表示自己總是孫悟空（Monkey），而哥哥為沙悟淨（Sandy），弟弟則是豬八戒（Pigsy）。
霍納與他的前妻比佛利·艾倫（Beverley Allen）育有一位名叫奧莉維亞（Olivia）的女兒。他於2014年3月開始與前辣妹合唱團成員潔芮·哈利維爾交往，並在是年11月11日宣布訂婚。2015年5月15日，两人正式结婚。2017年1月21日，两个人的第一个孩子出生，是个男孩，取名为Montague George Hector Horner。

## 人物争议
2024年2月6日，霍纳被指针对红牛车队的一名成员控有不当行为，在社交網站有網民更以Christian Horny恥笑他。而霍纳将于2月9日周五出席听证会。随后红牛集团内部调查认为霍纳可以继续履职，而霍纳获得了红牛泰国大股东许书恩的支持。而对霍纳的指控争议被外界认为是红牛奥地利方面与红牛泰国方面对一级方程式车队控制权争夺的一环。

## 榮譽
霍納在2013年生日榮譽中被授予大英帝國官佐勳章（OBE），以表彰他對賽車運動的貢獻。他在2024年新年榮譽中被授予大英帝國司令勳章（CBE），以表彰他對賽車運動的貢獻。

## 外部連結
- （英文）Infiniti Red Bull Racing官方網站
- （英文）Driver Database上的Christian Horner （页面存档备份，存于）